# Sackgebühr (Schweiz)

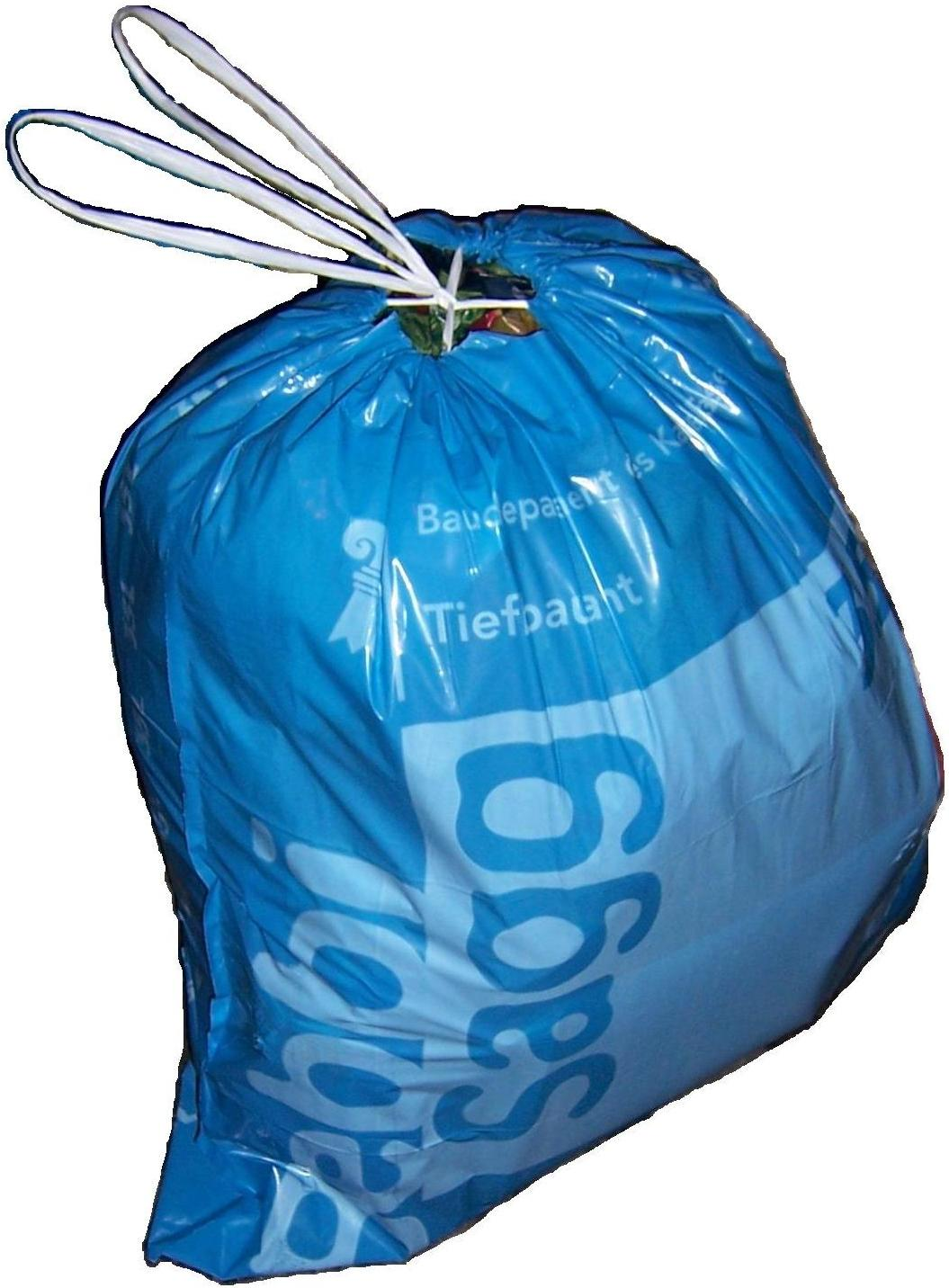
Im Kaufpreis für den offiziellen Kehrichtsack ist die Sackgebühr inbegriffen. Hier das Beispiel Basel.

Die Sackgebühr (oder Kehrichtsackgebühr) ist eine Abgabe zur verursachergerechten Finanzierung der Entsorgung des Abfalls. Sie wird meist beim Kauf der speziell gefärbten Kehrichtsäcke eingezogen, es kommen jedoch auch Abfall-Klebemarken zum Einsatz, welche auf neutrale Säcke geklebt werden können. Die Kehrichtsackgebühr deckt die Kosten für die Sammlung, den Transport und die Entsorgung (in der Regel Verbrennung) der im Kehrichtsack enthaltenen Abfälle. Die Abgabe ergänzt die den Liegenschaftenbesitzern auferlegten und via Nebenkosten den Mietern überwälzte Grundgebühr, die die Kosten für die Separatsammlungen abdeckt. Die Sackgebühr wurde 1975 erstmals in der Schweiz in der Stadt St. Gallen und einigen Nachbargemeinden eingeführt. Seither wird sie in allen deutschsprachigen Gemeinden der Schweiz (die letzte war Killwangen ab anfangs 2017) und der Mehrheit der Gemeinden in der lateinischen Schweiz angewandt.

## Ziel
Die Sackgebühr ist eine verursachergerechte Abfallgebühr, die die Kosten für die Entsorgung direkt sichtbar macht und dadurch einen starken Anreiz für die Vermeidung von Abfällen und die Wiederverwertung von rezyklierbaren Gütern bietet. An Orten mit Sackgebühr werden deutlich mehr wiederverwertbare Abfälle (Glas, Weissblech, Aluminium, PET, PE-Milchflaschen, Papier, Zeitungen, Karton, Öl, Kleider, Schuhe, Batterien, Leuchtkörper, PCs, Haushaltsgeräte etc.) gesammelt als in anderen. Wer seine Abfälle getrennt entsorgt, vermindert die Menge des kostenpflichtig zu verbrennenden Haushaltkehrichts, spart Geld und ermöglicht eine sinnvolle Wiederverwertung mit geringst möglichem Aufwand – das Metall zum Beispiel muss dann nicht in der Verbrennungsanlage aufwändig zurückgewonnen werden. 
Gemäss Bundesamt für Umwelt sei dank der Sackgebühr  die Menge des allgemeinen Kehrichts in der Schweiz um rund 30 Prozent zurückgegangen. Recycling wurde attraktiver, der Abfall insgesamt besser getrennt.

## Einzug der Gebühr
Grundlage für die Sackgebühr ist das Umweltschutzgesetz (USG) des Bundes, das 1985 in Kraft trat. Demnach gilt das Verursacherprinzip, und der Verursacher von Massnahmen nach dem USG hat die Kosten dafür zu tragen (Art. 2).
Sackgebühren für die Abfälle aus Haushaltungen werden je nach Gemeinde auf verschiedene Weise eingezogen:
1. Spezielle Kehrichtsäcke mit bereits im Kaufpreis enthaltener volumenbezogener (17, 35, 60 oder 110 Liter) Sackgebühr
2. Gebührenmarken ebenfalls mit bereits im Kaufpreis enthaltener volumenbezogener (17, 35, 60 oder 110 Liter) Sackgebühr für Kehrichtsäcke
3. Wägesystem am Sammelfahrzeug und Einzug der gewichtsabhängigen Gebühr beim Haushalt oder beim Betrieb

Gebührensäcke und -marken sind in Lebensmittelgeschäften der Wohngemeinde erhältlich, Marken oft auch bei der Gemeindeverwaltung. Zwischen den Gemeinden gibt es grosse Preisdifferenzen. Je nach Verkaufsstelle können die Preise aber auch innerhalb einer Gemeinde erheblich schwanken. Der Abfall aus Betrieben wird in den meisten Fällen am Sammelfahrzeug gewogen und dem jeweiligen Betrieb die Gebühr bezogen auf das Gewicht verrechnet.

## Negative Auswirkungen und Gegenmassnahmen
Nach der Einführung konnte beobachtet werden, dass Leute ihre Haushaltabfälle in Papierkörben in öffentlichen Parks etc. deponieren. Üblicherweise wird solches „wildes Entsorgen“ geahndet, wobei die sogenannte „Güselpolizei“ anhand der Überreste die Übeltäter gelegentlich überführen kann. Übertretungen werden nach gültiger (kommunaler) Abfallverordnung verschieden gebüsst.

## Zwingendes Bundesrecht
Nicht alle Gemeinden in der Schweiz führten die Gebühr – wie schlussendlich vom Bundesgericht verordnet – selbständig ein; manche wurden von ihren Kantonen gezwungen, andere versuchten noch 2013, die Einführung der Gebühr hinauszuschieben. Im Kanton Tessin wurde am 21. Mai 2017 in einer Volksabstimmung ein Referendum gegen die flächendeckende Einführung der Kehrichtsackgebühr abgelehnt. Einzig der Kanton Genf hat die Sackgebühr bis heute nicht eingeführt.

## Deutschland
Im grenznahen Deutschland haben einige Regionen ebenfalls eine Sackgebühr eingeführt.